# Cesarica, Karlobag
Cesarica je naselje na Hrvaškem, ki upravno spada pod občino Karlobag Liško-senjske županije.
Naselje in istoimenski zaliv ležita v vznožju Velebita ob cesti D8 (E65) Reka-Split imenovani tudi Jadranska magistrala, okoli 6 km severozahodno od Karlobaga in 55 km jugovzhodno od Senj. Ker je celotno področje kamnito je razen manjših površin okoli naselja in zaselkov zemljišče le izjemoma primerno za poljedelstvo. Istoimenski zaliv je izpostavljen južnim vetrovom. Sidranje je mogoče na koncu zaliva pri globini okoli 10 m. Pred 2. svetovno vojno so bili v naselju šola, cerkev in samostan.

## Demografija
| Pregled števila prebivalcev po letih | Pregled števila prebivalcev po letih | Pregled števila prebivalcev po letih | Pregled števila prebivalcev po letih | Pregled števila prebivalcev po letih | Pregled števila prebivalcev po letih | Pregled števila prebivalcev po letih | Pregled števila prebivalcev po letih | Pregled števila prebivalcev po letih | Pregled števila prebivalcev po letih | Pregled števila prebivalcev po letih | Pregled števila prebivalcev po letih | Pregled števila prebivalcev po letih | Pregled števila prebivalcev po letih | Pregled števila prebivalcev po letih |
| ------------------------------------ | ------------------------------------ | ------------------------------------ | ------------------------------------ | ------------------------------------ | ------------------------------------ | ------------------------------------ | ------------------------------------ | ------------------------------------ | ------------------------------------ | ------------------------------------ | ------------------------------------ | ------------------------------------ | ------------------------------------ | ------------------------------------ |
| 1857                                 | 1869                                 | 1880                                 | 1890                                 | 1900                                 | 1910                                 | 1921                                 | 1931                                 | 1948                                 | 1953                                 | 1961                                 | 1971                                 | 1981                                 | 1991                                 | 2001                                 |
| 404                                  | 544                                  | 575                                  | 609                                  | 672                                  | 764                                  | 592                                  | 671                                  | 410                                  | 424                                  | 363                                  | 245                                  | 143                                  | 115                                  | 144                                  |